# Henar Álvarez
Henar Álvarez Díaz (Madrid, 15 de setembre de 1984) és una guionista i còmica espanyola, col·laboradora del programa de ràdio Buenismo Bien de la Cadena SER. Va ser guionista i col·laboradora de Las que faltaban que es va emetre en #0 de la plataforma Movistar+.

## Trajectòria
Va estudiar Comunicació audiovisual a la Universitat Rei Juan Carlos (URJC), on es va llicenciar el 2007. Posteriorment, va realitzar un Màster en Comunicació Integral a la Universitat d'Alcalá, que va finalitzar el 2009.
En 2013, es va convertir en la presentadora del programa Días de cine que emet La 2 de Televisió Espanyola (TVE), quan l'actriu Cayetana Guillén Cuervo va abandonar-lo el 2011 i sense que hagués estat substituïda en eixos anys. Tanmateix, en acabar la temporada d'emissió el 2014, Álvarez va ser substituïda per la també periodista Elena Sánchez, coneguda per presentar els anys anteriors el programa de crònica social, i emés també per TVE, Corazón.
El 2014, Álvarez i el seu equip de bloggers van ser els guanyadors dels X Premios Bitácoras per La culpa es del script, al millor blog de cinema i televisió. Aquest guardó, que concedeix anualment RTVE des de 2003 junt amb altres organitzacions com La Casa Encendida, ADman Mitjana, ALSA, ESET, Repsol i Guía Repsol, HotelsCombined, interQué, Strato i AgoraNews, reconeix als principals autors hispans de blogs en diferents categories.
A l'estiu de 2018, Álvarez va dirigir i presentar junt amb la directora de cinema Leticia Dolera i la humorista Pilar de Francisco el programa feminista Tramas maestras en la Cadena SER que analitzava la figura de la dona com a objecte de desig dins de la indústria cinematogràfica. Aquesta aposta de PRISA oferia els oients un espai en el qual aprendre sobre “la influència del cinema i les sèries en el relat social des de l'humor i la perspectiva de gènere”. El primer programa, que es va poder escoltar, i també veure per streaming, el divendres 8 de juny de 2018, es va fer viral i va aconseguir en poques hores més de 20.000 reproduccions en YouTube.
Des de juny de 2018, Álvarez és col·laboradora del programa de ràdio Buenismo Bien de la Cadena SER, presentat per l'actor Manuel Burque i el periodista Quique Peinado, i va ser guionista de Las que faltaban, que es va emetre en #0 de Movistar+ fins a desembre de 2019. També va ser guionista de Hoy por hoy fins a març de 2019 i de Likes, on conduïa la secció 'FeminaCine' on analitzava els estereotips de la dona en la història del cinema. També va col·laborar fins a març de 2019 com a columnista en el periòdic El Confidencial, on també tenia el blog feminista Con dos ovarios per a la seva secció d'estil Vanitatis.
Al març de 2019, va debutar com a monologuista al programa Late motiv, conduït per Andreu Buenafuente, per la qual cosa va rebre moltes lloances per persones com Bob Pop, Quique Peinado o Leticia Dolera, i el vídeo del qual es va fer viral fent d'Álvarez una de les veus més visibles de l'humor femení a Espanya. A l'agost d'aquest mateix any, va protagonitzar un spot per a l'empresa sueca de mobles IKEA junt amb el també tuiter Óscar Broc, en el qual tots dos fan spoiler d'algunes de les pàgines més cridaneres del catàleg que s'acabava de llançar.
En 2020, Álvarez va publicar, junt amb la il·lustradora Ana Müshell, una novel·la gràfica titulada La mala leche, en la qual s'aborda la maternitat i la sexualitat des d'una perspectiva feminista. El 17 de novembre, el mateix dia en el qual el llibre sortia a la venda, Secuoya Studios va anunciar que havia adquirit els drets del còmic per portar-ho a una sèrie de capítols de mitja hora.

## Obra
- 2020 – La mala leche. Junt amb la il·lustradora Ana Müshell. Editorial Planeta. ISBN 9788408234562.